# Залутумумаб
Залутумумаб (запропонована торгова назва HuMax-EGFR ) - це повне моноклональне людське антитіло IgG1 (mAb), спрямоване проти рецептору епідермального фактора росту (EGFR). Розробник - компанія Genmab (Утрехт, Нідерланди). Зокрема, залутумумаб був призначений для лікування плоскоклітинного раку голови та шиї (SCCHN).

## Механізм дії
Залутумумаб діє шляхом інгібування сигналу EGFR. EGFR є рецептором тирозинкінази. Його структура включає позаклітинний домен зв'язування, трансмембранний ліпофільний сегмент та внутрішньоклітинний домен тирозинкінази.

### Механізм дії EGFR
EGFR надмірно експресується багатьма пухлинними клітинами. Після зв’язування з лігандом, таким як епідермальний фактор росту або альфа TGF, відбувається димеризація, що призводить до автофосфорилювання на внутрішньоклітинних залишках тирозину. Після фосфорилювання стимулюється сигнальний комплекс Grb2 -SOS. Це спричиняє активацію G-білка RAS через перетворення гуанозиндифосфату (ГДФ) на гуанозинтрифосфат (ГТФ). Перетворення ГДФ на ГТФ викликає конформаційну зміну RAS, що дозволяє йому зв’язатися з Raf-1. Потім Raf-1 активується за допомогою іншого багатоступеневого механізму, при якому відбувається дефосфорилювання місць інгібування білковою фосфатазою 2А (PP2A), а також фосфорилювання місць активації р21 активованою кіназою (PAK). Після цього Raf-1 активує MAPK/ERK-кіназу (MEK), яка потім активує позаклітинну-регульовану сигналом кіназу (ERK). Потім ERK може потрапляти в ядро клітини і контролювати експресію генів, фосфорилюючи різні фактори транскрипції, такі як Elk-1. Саме звідси відбувається специфічна транскрипція гена для ініціювання клітинного циклу. Завдяки цьому механізму апоптоз гальмується, відбувається ангіогенез, міграція, адгезія та інвазія. Кожен з них є функціональним елементом прогресування та розвитку раку, який визначається як аномальний ріст клітин із тенденцією до неконтрольованої проліферації, а в деяких випадках і до метастазування. 

### Механізм дії залутумумабу
Залутумумаб був розроблений для гальмування сигналів EGFR з метою лікування SCCHN. Зокрема, він зв'язується з EGFR-доменом III на поверхні клітини. Це блокує рецептор в неактивній конформації, що робить препарат зворотним агоністом. Роблячи це, він також виступає як конкурентний антагоніст ліганду EGF. У неактивній конформації відстань між внутрішньоклітинними залишками тирозинкінази більша, що стримує димеризацію. Отже, фосфорилювання пригнічується, й сигнал не передається. Без цього сигналу запуск клітинного циклу для посилення росту пухлини гальмується, і прогресування раку пригнічується. 
Це не єдиний спосіб дії залутумумабу. Він також відповідає за деякі протипухлинні ефекти через антитілозалежну клітинну цитотоксичність (ADCC). Fab, або фрагмент зв'язування антигена, зв'язується з антигеном на рецепторах до EGF, які експресуються пухлинними клітинами. Натуральні кілери (NK), які є типом лімфоцитів, розпізнають і зв'язуються з ділянкою антитіла Fc через Fc-рецептор, CD16. Потім NK-клітина активується, і посилає сигнал для індукції апоптозу та загибелі клітини-мішені. Внаслідок цього мішень-пухлинна клітина руйнується. 

## Статус розробки
2009: Лікування залутумумабом було затверджено Управлінням з продовольвтва і медикаментів для отримання статусу Fast Track для пацієнтів, які страждають на SCCHN, з невдалим стандартним лікуванням і без інших його варіантів. Препарат пройшов доклінічні дослідження, фази I та II, а також перебував на фазах I та II першою лінією лікування SCCHN з хіміо-променевою терапією та лікування SCCHN променевою терапією. Крім того, тривала фаза II при SCCHN, а також проводились дослідження III фази при SCCHN та при SCCHN разом з променевою терапією. 
2010: Дослідження III фази (з використанням залутумумабу як доповнення до «кращої підтримуючої терапії» у пацієнтів після невдалої спроби стандартної хіміотерапії на основі препаратів платини) показало незначуще поліпшення загальної виживаності, а також значуще поліпшення безрецидивної виживаності  на 61 %.
2014: Дослідження залутумумабу як доповнення до хіміо-променевого лікування SCCHN не показало переваг . У 94 % пацієнтів з’явився шкірний висип (у 11 % досить сильний, що змусило припинити лікування).
2015: Genmab припинив дослідження залутумумабу. 